# Leptogaster fornicata
Leptogaster fornicata là một loài ruồi trong họ Asilidae. Leptogaster fornicata được Martin miêu tả năm 1957. Loài này phân bố ở vùng Tân Bắc giới.